# عبد الغني إبراهيم
عبد الغني إبراهيم (1878 - 1962) هو شاعر مصري. ويعد عبد الغني واحد من أهم شعراء البلاد في أوائل القرن العشرين. نشأ وترعرع في الإسكندرية. تذهب أصول عائلته إلى عائلة الباز الأشراف.

## الثوري
شارك في الكفاح الثوري ضد الاستعمار البريطاني. شارك مع مصطفى كامل باشا ومحمد فريد من خلال عمله في صحيفتي اللواء والمقطم والسفير.
حصل على بكالوريا أثناء مشاركته مع سعد زغلول باشا في النضال في الإسكندرية ، القاهرة وترأس مقر حزب الوفد. شارك مع كبار شعراء العالم العربي في كتاب «دموع الشعراء» (دموع الشعراء) الذي رثا سعد زغلول باشا في عام 1927 ، بما في ذلك أحمد شوقي ، حافظ إبراهيم و[[خليل] مطران]]. عمل مع الفنان سيد درويش. لقد كتب بعض الأغاني التي غناها درويش في بداية القرن العشرين . كان يعمل مع سلامة حجازي ومع الفنان نجيب الريحاني. كتب أغانٍ لمطربين مثل منيرة المهدية وشافية أحمد.

## تراث
كان لعبد الغني إبراهيم الكثير من الأطفال. ومن بين أبنائه مصطفى ومحمد وحسين وأنور وفاروق والسيد وإبراهيم. توفي عام 1962 عن عمر يناهز 84 عامًا.

## الروابط الخارجية
- السيرة الذاتية وكتاب وشعراء وسائل الإعلام في القرن العشرين ووزارة الثقافة المصرية
- السيرة الذاتية للشاعر والكاتب عبد الغني مصطفى موقع أخبار مصر باللغة العربية
- السيرة الذاتيه من خلال موقع ويكيبيديا بالانجليزيه
- حفيد الشاعر عبد الغني إبراهيم يتحدث عن تاريخ جده